# Send In the Clowns (альбом, 1974)
Send In the Clowns — студийный альбом американской певицы Сары Воан, выпущенный в 1974 году на лейбле Mainstream Records при участии продюсера Боба Шада.

## Отзывы критиков
| Оценки критиков | Оценки критиков |
| Источник        | Оценка          |
| --------------- | --------------- |
| AllMusic        | [ 2 ]           |

В AllMusic поставили альбому лишь одну звезду, а Скотт Яноу в рецензии написал: «Это одна из худших записей Сары Воан. Блестящая певица придерживается в основном устаревших поп-мелодий, которые даже в середине 70-х были несколько малоизвестны. Кроме „Wave“ (которую она исполнила намного лучше в других местах), „Frasier the Sensuous Lion“ Джимми Роулза и „Send in the Clowns“, песни давно забыты. Струнные аранжировки (некоторые в исполнении Мишеля Леграна) безвкусны, а попытка Воан оживить какой-нибудь низкопробный материал приводит к унылому провалу. К счастью, вся программа длится менее 33 минут».

## Список композиций
1. «Send In the Clowns» (Стивен Сондхайм) — 3:27
2. «Love Don’t Live Here Anymore» (Роуз Мари Маккой, Джинни Редингтон) — 3:04
3. «That’ll Be Johnny» (Хелен Миллер, Роуз Мари Маккой) — 2:43
4. «Right in the Next Room» (Хелен Миллер, Роуз Мари Маккой) — 2:59
5. «I Need You More (Than Ever Now)» (Хелен Миллер, Роуз Мари Маккой) — 2:53
6. «On Thinking It Over» (Брайан Оже, Джим Маллен) − 3:26
7. «Do Away with April» (Хелен Миллер, Говард Гринфилд) — 3:30
8. «Wave» (Антониу Карлос Жобин) — 3:26
9. «Got to Go See If I Can’t Get Daddy to Come Back Home» (Хелен Миллер, Роуз Мари Маккой) — 2:58
10. «Fraiser (The Sensuous Lion)» (Джонни Мерсер, Джимми Роулз) — 4:15

## Участники записи
- Аранжировка — Пол Гриффитс (1), Джин Пейдж (2-5, 7, 9), Эрни Уилкинс (6), Мишель Легран (8), Уэйд Маркус (10)
- Вокал — Сара Воан
- Продюсер — Боб Шад